# بيل كويل
بيل كويل (بالإنجليزية: Bill Coyle)‏ هو لاعب كرة قاعدة أمريكي، ولد في 20 سبتمبر 1871 في كنتاكي في الولايات المتحدة، وتوفي في 4 يونيو 1941 في سان فرانسيسكو في الولايات المتحدة.

## وصلات خارجية
- بيل كويل على موقعبيزبول رفرنس.كوم (الدوري الرئيسي) (الإنجليزية)
- بيل كويل على موقعبيزبول رفرنس.كوم (الدوري الثانوي) (الإنجليزية)